# منطقه شیچینگ
منطقه شیچینگ (به چینی: 西青区، به پین‌یین: Xīqīng Qū) یک منطقهٔ شهرداری تابع شهر تیانجین، در جمهوری خلق چین است. منطقه شیچینگ ۵۴۵ کیلومتر مربع مساحت و ۳۳۰٬۰۰۰ نفر جمعیت دارد و ۶ متر بالاتر از سطح دریا واقع شده‌است.